# Можно входить без стука
«Можно входить без стука» (англ. Don't Bother to Knock) — американский фильм 1952 года в жанре психологический триллер режиссёра Роя Уорда Бейкера, экранизация романа «Зло» Шарлотты Армстронг. Главные роли исполнили Ричард Уидмарк и Мэрилин Монро.

## Сюжет
События происходят в нью-йоркском отеле. Молодую особу приглашают посидеть с девочкой, пока ее родители будут на банкете. Они не подозревают, что у миловидной девушки проблемы с психикой и оставлять ребенка с ней опасно. Дело в том, что ее только что выпустили из психиатрической больницы, куда она попала после того, как узнала, что ее любимый погиб. Увидев незнакомца, напоминающего ей погибшего жениха, она приглашает его в номер. А девочка начинает ей мешать...

## В ролях
- Ричард Уидмарк — Джед Тауэрс
- Мэрилин Монро — Нелл Форбс
- Энн Бэнкрофт — Лин Лесли
- Донна Коркоран — Банни Джонс
- Джинн Кэгни — Рошелль
- Ларин Таттл — Рут Джонс
- Элиша Кук (младший) — Эдди Форбс
- Джим Бакус — Питер Джонс
- Дон Беддоу — мистер Боллью
- Верна Фелтон — миссис Боллью
- Уиллис Бучи — бармен Джо

## Восприятие
Кинокритик Деннис Шварц дал фильму в основном положительную оценку и, кажется, был очарован игрой Монро. Он написал: «Это безумный психологический триллер, действие которого происходит в нью-йоркском отеле, а режиссёром стал Рой Уорд Бейкер... Ему немного не хватает эмоциональной глубины, но он затягивает, поскольку заставляет нервничать и держит в напряжении. Мэрилин Монро снималась в 12 фильмах до этого, но это её первая главная роль. Играя няню с психическим расстройством, актриса чудесным образом передаёт её поведение психически неуравновешенной женщины, и это выглядит очень правдоподобно! Она — главная причина, чтобы увидеть этот фильм.
Современным поколением фильм был принят очень тепло, многие из критиков и зрителей посчитали игру Монро недооценённой, а поклонники актрисы отзываются об этом фильме как об одном из лучших в её карьере.
На сайте-агрегаторе Rotten Tomatoes фильм имеет редкий рейтинг в 100% на основе 10 рецензий критиков со средним баллом 6,7/10.

## Факты
- Дебютный фильм актрисы Энн Бэнкрофт.
- Рабочее название фильма «Ночь без сна» (англ. Night Without Sleep)[5].
- На титрах звучит музыка из фильма режиссёра Элиа Казана «Паника на улицах» (англ. Panic in the Streets) (1950), музыку к которой написал Альфред Ньюман, хотя в титрах обозначен его брат — Лайонел Ньюман.
- В романе фамилия Нелл — Манро, её заменили на Форбс, когда кастинг прошла Мэрилин Монро.